# Epitonium subauriculatum
Epitonium subauriculatum is een slakkensoort uit de familie van de Epitoniidae. De wetenschappelijke naam van de soort is voor het eerst geldig gepubliceerd in 1866 door Souverbie.